# فرایند تمدن‌سازی
فرایند تمدن‌سازی (به انگلیسی: The Civilizing Process) کتابی است از نوربرت الیاس، جامعه‌شناس آلمانی - بریتانیایی (۲۲ ژوئن ۱۸۹۷–۱ اوت ۱۹۹۰). این اثر در جامعه‌شناسی، تأثیرگذار و مهم‌ترین اثر الیاس است. نخستین بار در بازل، سوئیس در دو جلد در سال ۱۹۳۹ به زبان آلمانی به نام «Über den Prozeß der Zivilisation» منتشر شد.
به سبب جنگ جهانی دوم، تقریباً نادیده گرفته شد ولی پس از انتشار مجدد در سال ۱۹۶۹ و ترجمه آن به انگلیسی، محبوبیت پیدا کرد. این اولین تحلیل و نظریه رسمی تمدن است که تاریخ اروپا را از حدود ۸۰۰ تا ۱۹۰۰ میلادی پوشش می‌دهد. الیاس جامعه‌شناسی دوگانه دولت را پیشنهاد می‌کند: توسعه اجتماعی دولت دارای دو جنبه ذهنی و سیاسی است. فرایند تمدنی که الیاس توصیف می‌کند به تغییر عمیق در رفتار انسان و به تشکیل دولت مدرن و گذار انسان از جنگجوی قرون وسطی به انسان مدنی پایان قرن نوزدهم منجر می‌شود.
«فرایند تمدن‌سازی» امروزه به عنوان مبنای پایه‌گذاری جامعه‌شناسی تصویری در نظر گرفته می‌شود. در سال ۱۹۹۸ انجمن بین‌المللی جامعه‌شناسی این اثر را به عنوان هفتمین کتاب مهم جامعه‌شناسی قرن بیستم معرفی کرد.

## موضوع‌ها
جلد اول، «تاریخ آداب»، تحولات تاریخی اروپا را دنبال می‌کند. عادت یا «طبیعت دوم»، ساختارهای روانی خاص فردی ایت که توسط نگرش‌های اجتماعی شکل می‌گیرد. الیاس ردیابی کرد که چگونه استانداردهای اروپایی پس از قرون وسطی در مورد خشونت، رفتار جنسی، کارکردهای بدنی، آداب میز و اشکال گفتار به تدریج با افزایش آستانه شرم و انزجار، تغییر شکل یافته و از هسته‌ای در دادگاه آداب بیرون آمدند. «خودمهاری» درونی‌شده که توسط شبکه‌های پیچیده‌تر ارتباطات اجتماعی تحمیل می‌شود، ادراکات «روان‌شناختی» از خود را ایجاد کرد که زیگموند فروید آن را به عنوان «ابر-من تشخیص داد».
جلد دوم «تشکیل دولت و تمدن» به تشکیل دولت و نظریه تمدن می‌پردازد. اول، الیاس توضیح می‌دهد در طول زمان، وحدت اجتماعی کنترل خود را بر قدرت نظامی و مالی افزایش داد تا اینکه انحصار آن را در دست گرفت. انحصار تدریجی ارتش و مالیات، تغذیه دیگری را فراهم کرد: (قدرت سیاسی از پول مالیات برای پرداخت به ارتش و از ارتش برای برای دریافت مالیات استفاده می‌کرد).
الیاس چندین مرحله از ایجاد دولت را شرح می‌دهد:
- از قرن یازدهم تا سیزدهم: رقابتی آشکار بین خانه‌های مختلف وجود داشت که همه برای حفظ و گسترش قدرت می‌جنگیدند. به عنوان مثال، پس از مرگ چارلز چهارم فرانسوی (۱۳۲۸)، فرانسه مجموعه ای قدرتمند از سرزمین‌ها را تشکیل داد. با این حال، هنوز نمی‌توان از یک پادشاهی منسجم صحبت کرد زیرا هویت منطقه ای همچنان غالب بود، منافع هر قلمرو و حاکمیت حاکم بود.[۱]
- از قرن چهاردهم تا شانزدهم: دادگاه‌ها به تدریج تأسیس شدند و دست نشاندگان دور اربابان مهم جمع شدند. فئودالیته شاهزاده بود (قبلاً سلطنتی بود) زیرا فقط قدرتمندترین خانه‌ها قدرت خود را حفظ کرده و با تصرف قلمرو خانه‌های کوچکتر آن را گسترش داده بودند.[۱]
- پس از قرن شانزدهم: خاندان سلطنتی پیروز و در انحصار قدرت است. یک اداره مرکزی و نهادهایی ایجاد کرد. رقابت‌ها اکنون تنظیم شده بودند: برای دستیابی به موقعیت عالی در دولت به صورت مسالمت آمیز در داخل ایالت برگزار می‌شود.[۱]

در پایان این فرایند، دولت ایجادشده و دارای انحصار خشونت فیزیکی مشروع است. الیاس همچنین توضیح می‌دهد «مکانیسم مطلق‌گرا»: دولت به مقام عالی تبدیل شد که گروه‌های مختلف وابسته به هم جامعه را هماهنگ می‌کند.
الیاس به موازات جامعه‌شناسی دولت، تغییر در شیوه مدیریت کارکردهای بدن را یادآور می‌شود. افراد سعی کردند آنچه را در خود سرکوب کنند که بخشی از طبیعت حیوانی تلقی می‌شود، سرکوب در حوزه ای که در طول زمان ظاهر می‌شود یعنی صمیمیت. از اینرو، احساسات جدیدی ظاهر شد: شرم و انزجار.

## دریافت
هنگامی که آثار الیاس در دهه ۱۹۶۰ مخاطبان بیشتری پیدا کرد، در آغاز تحلیل او از این فرایند به عنوان بسط «داروینیسم اجتماعی بی‌اعتبار شناخته شد»، ایده «پیشرفت» صعودی، بجای استعاره ای از فرایند اجتماعی، به عنوان نوعی تاریخ متوالی رد شد. به زودی آشکار شد که الیاس هیچ «برتری» اخلاقی در نظر نداشته است. در عوض، او ساختار و مهار فزاینده رفتار انسانی را در تاریخ اروپا توصیف می‌کند، فرآیندی که پیشکسوتان آن را «تمدن» می‌نامند. الیاس تنها قصد داشت این مفهوم و فرایند تمدن‌سازی را تحلیل کند و در مورد ریشه‌ها، الگوها و روش‌های آن پژوهش نماید.
انتقاد ویژه‌ای از کتاب «فرایند تمدن‌سازی» توسط قوم‌شناس و انسان‌شناس فرهنگی آلمانی هانس پیتر دوئر (زادهٔ ۶ ژوئن ۱۹۴۳) در پنج جلد در سال‌های ۲۰۰۲–۱۹۸۸ با نام «اسطوره فرایند تمدن‌سازی» (به آلمانی: Der Mythos vom Zivilisationsprozeß) صورت گرفت و اشاره کرد با توجه به محدودیت‌ها و مقررات اجتماعی در فرهنگ غربی و جاهای دیگر از مدت‌ها پبش از دوره قرون وسطی موارد بسیاری وجود دارد. الیاس و حامیانش پاسخ دادند او هرگز قصد نداشت ادعا کند مقررات اجتماعی یا عوامل روان‌شناختی خودمهارگر، نهادهایی منحصر به فرد برای مدرنیته غربی هستند، فقط فرهنگ غربی نهادهای پیچیده، مختصر، جامع و سفت و سختی را ایجاد کرد که برای مثال پیشرفت‌های فن‌آوری قاطع را در مقایسه با فرهنگ‌های دیگر می‌توان ذکر کرد.

## نسخه‌های انگلیسی
- «فرایند تمدن‌سازی»، جلد اول: تاریخچه شیوه، آکسفورد: بلک‌ول، ۱۹۶۹
- «فرایند تمدن‌سازی»، جلد دوم: تشکیل دولت و تمدن، آکسفورد: بلک‌ول، ۱۹۸۲
- «فرایند تمدن‌سازی»، آکسفورد: بلک‌ول، ۱۹۹۴
- «فرایند تمدن‌سازی»، «بررسی‌های اجتماعی و روان‌شناسی.» نسخه اصلاح شده. آکسفورد: بلک‌ول، ۲۰۰۰